# 岡本半介

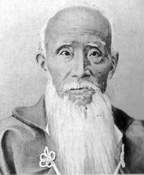
晩年の岡本黄石

岡本 半介（おかもと はんすけ、文化8年11月21日（1812年1月5日） - 明治31年（1898年）4月12日）は、幕末期の彦根藩の家老、漢詩人。半介は初代岡本宣就以来続く代々の襲名で、この幕末の有名な半介は黄石の号で知られる人物である。諱は宣迪、字は吉甫。

## 生涯
彦根藩士の宇津木久純の四男で、彦根藩の家老職を継ぐ岡本氏の養子となって家督を継いだ。尊皇攘夷派であったため、保守派の井伊直弼と対立して罷免される。1860年に直弼が桜田門外の変で暗殺された後は子の直憲に仕え、直弼時代の寵臣・長野主膳を粛清するなど、政情の変化に対応して藩政を牽引した。しかし、徳川慶喜に過度に依存した結果、第二次征長戦争に出兵して大損害を蒙り、藩の評判をさらに失墜させた。王政復古段階で、薩長との提携を重視した谷鉄臣や大東義徹など下級藩士出身者に主導権を奪われる。
漢詩人としても知られ、中島棕隠、梁川星巌、大窪詩仏らとの交流があった。詩集に「黄石斎集」がある。
1898年、86歳で死去した。